# ディアチルドレン
ディアチルドレン合同会社（英: Dear Children）は、東京都渋谷区に店舗を構える、紳士服の販売及び発展途上国における製品の検品、輸出入ビジネスを行う企業である。

## 概要
元商社マンの板垣大志が渋谷区恵比寿のえびすストア内に開店したスーツ店である。
スーツ以外にも財布などの雑貨、Yシャツなども取り扱う。
取り扱うスーツはすべて上下セットで1万円(税抜)で販売している。
そのスーツの出来栄えは、テレビ番組内で武田修宏が情報を与えられずに試着した際には「素材がきれいだし、足が長く見えるしフィット感もいい」と評価し、価格を6万5千円と予想したほどである。
また、収益金の一部を使いバングラデシュの学校に行けないストリートチルドレンの教育事業を行っている。
この教育事業との関係上、一時的に店舗をクローズすることがある。
- 所在地：〒150-0013 東京都渋谷区恵比寿1-8-14　大黒ビル1F
- 設立：2013年8月
- 運営統括責任者：板垣大志